# Finale UEFA Europske lige 2013.
Finale UEFA Europske lige 2013. bilo je četvrto finale UEFA Europske lige, a igralo se na Amsterdamskoj Areni u Amsterdamu, Nizozemska. Finale se igralo 15. svibnja 2013. godine. .